# Вулиця На Нивах
Вулиця На Нивах — вулиця у Шевченківському районі міста Львова, в місцевості Голоско. Пролягає від вулиці Варшавської до кінця забудови.

## Історія та забудова
Виникла на початку XX століття під у складі передміського селища Голоско Мале. Після входження селища до меж міста 11 квітня 1930 року, вулиці колишнього села були перейменовані або ж новоутвореним вулицям надавалися певні назви. Так, у 1933 році отримала назву На Ниві. Від 1944 року уточнена назва На Ниви, пізніше — уточнена назва На Нивах.
Вулиця забудована приватними садибами 1930—2010-х років та сучасними багатоповерховими житловими будинками початку 2020-х років. Під № 11 житловий десятиповерховий будинок зведений корпорацією «Карпатбуд» та введений в експлуатацію наприкінці 2020 року.